# Những người đã hết thời
Những người đã hết thời hay Những người hết thời là bộ phim điện ảnh truyền hình của Việt Nam năm 2001 do Bùi Huy Thuần đạo diễn, Đỗ Trí Hùng viết kịch bản với các diễn viên Nguyễn Bá Cường, Hà Văn Trọng, Thành An, Thanh Hiền, Tạ Minh Thảo, Lý Công.

## Nội dung
Sau khi biết đội tập kết liệt sĩ không tìm thấy hài cốt của đội trưởng Hùng dù đã theo chỉ dẫn, hai cựu chiến bình là ông Thái và ông Đức quyết định tự vào Quảng Trị tìm kiếm.
Trong vùng rừng Trường Sơn, hai người băt gặp hai tên bảo kê của một mỏ vàng khai thác trái phép trong khu vực, hai kẻ xấu nghe lỏm bập bõm cuộc trò chuyện của hai cựu binh nên nghĩ họ vào rừng đào kho báu. Hai tên bảo kê đã bám theo và lấy trộm bản đồ, chúng tìm được vị trí nhưng đã bỏ chạy khi phát hiện ra "kho báu" là một bộ hài cốt. Ông Đức và ông Thái sau cùng đã đưa đưa được người đội trưởng của mình về với gia đình.

## Diễn viên
- Nguyễn Bá Cường trong vai Ông Đức
- Hà Văn Trọng trong vai Ông Thái
- Thành An trong vai Xe ôm
- Thanh Hiền trong vai Bà Hoa
- Mỹ Linh trong vai Hạnh
- Trần Hạnh trong vai Lão đào vàng
- Tạ Minh Thảo trong vai Bảo kê mỏ vàng 1
- Lý Công trong vai Bảo kê mỏ vàng 2

## Giải thưởng
| Năm  | Giải thưởng                                | Hạng mục      | Kết quả         | Tham khảo   |
| ---- | ------------------------------------------ | ------------- | --------------- | ----------- |
| 2002 | Liên hoan Truyền hình toàn quốc lần thứ 21 | Phim ngắn tập | Huy chương Vàng | [ 3 ] [ 1 ] |